# Running Wild (Band)
Running Wild ist eine deutsche Heavy-Metal-Band, die 1976 gegründet wurde. Nachdem sie im Sommer 2009 aufgelöst wurde, ist sie seit 2011 wieder aktiv.

## Geschichte
1976 gründete Rolf „Rock ’n’ Rolf“ Kasparek zusammen mit Uwe Bendig, Michael Hoffmann und Jörg Schwarz in Hamburg die Band Granite Hearts. Die Musiker Hasche und Matthias Kaufmann spielten zu dieser Zeit zusammen in der Band Grober Unfug in Hamburg. 1977 half Kaufmann bei Granite Hearts als Bassist aus, geprobt wurde in der Emilie-Wüstenfeld-Schule. Kaufmann und Kasparek beschlossen daraufhin, zusammen eine neue Band zu gründen und gewannen auch Hasche für die Band. Nachdem der Bassist und der Schlagzeuger der ursprünglichen Besetzung die Band verlassen, suchten die verbliebenen Mitglieder einen Bandnamen. Auf die Bezeichnung Running Wild kam man, da die Bandmitglieder Kiss- und Judas-Priest-Fans waren und es von letztgenannter Band einen Song mit diesem Titel gibt.
Nach zahlreichen Umbesetzungen ist Rolf Kasparek seit langem das einzige verbliebene Gründungsmitglied und ist als Bandleader das Aushängeschild der Band. Von ihm stammen – bis auf wenige Ausnahmen – fast alle Songs und Texte.
Das Maskottchen der Band ist Adrian, der „Sohn des Satans“ ("Adrian, son of Satan"); der Name ist ein Verweis auf den Film Rosemaries Baby.

### Erste Alben
1981 nahm Running Wild ein erstes Demoband auf, worauf sich Hallow the Hell, War Child und King of the Midnight Fire befinden. Die beiden erstgenannten Songs erschienen auch auf der Sampler-LP Debut No.1 auf dem Raubbau-Label, welches durch die Punkband Slime in der Rock-Szene bekannt wurde. 1982 bestand die Band aus Kasparek, Hasche, Preacher und Stephan Boriss. 1983 nahm Running Wild ziemlich ungeschliffene Versionen von Chains and Leather und Adrian für den Sampler Rock from Hell auf. Diese beiden Songs wurden gemeinsam mit den Debut-No.1-Stücken sowie Live-Versionen von Genghis Khan und Soldiers of Hell auf dem Demotape Heavy Metal Like a Hammerblow nochmals veröffentlicht. Das Demo ist auch als inoffizielles Vinyl-Bootleg erschienen. 1984 wurden auf dem Sampler Death Metal von Noise Records die beiden Lieder Bones to Ashes und Iron Heads veröffentlicht. Ebenfalls bei Noise entstand im selben Jahr das erste Album der Band: Gates to Purgatory, das im Underground sehr populär wurde.
In der Anfangszeit spielte die Band mit okkulter Symbolik, was ihnen den Ruf einbrachte, dem Satanismus zu huldigen. Wie auch bei vielen anderen Metal-Bands der 1980er Jahre war dies jedoch kein Ausdruck eines überzeugten Satanismus. Dass die Texte mit okkultem Inhalt nicht so ganz ernst gemeint sein konnten, wird allein dadurch deutlich, dass der damalige Gitarrist Gerald „Preacher“ Warnecke zu jener Zeit ein Theologiestudium absolvierte und heute als evangelischer Pfarrer in Köln arbeitet. Kasparek wiederum erklärte, er sei nicht religiös, und dass es für die Band eher ein politisches Symbol und der Teufel keine böse Figur gewesen sei, sondern ein Rebell, der alles infrage stelle. Er halte das Spiel mit esoterischen Dingen jedoch für gefährlich. Da dies missverstanden wurde, wurden die Texte auf dem Nachfolger Branded and Exiled von 1985 etwas klarer. Auf diesem war erstmals Majk Moti an der Gitarre zu hören, wie auch auf dem Live-Bootleg Black Demons on Stage aus demselben Jahr. Bereits zu diesem Zeitpunkt konnte die Band auf eine zahlenmäßig nicht unerhebliche, ständig anwachsende Anhängerschar verweisen.

### Imagewechsel, die goldene Zeit der Piraterie
1987 erschien Under Jolly Roger, das wohl wichtigste Album in der Bandgeschichte, initiierte es doch einen Imagewechsel weg vom Okkulten hin zum Historischen. Die Piraterie als neues lyrisches Thema wurde jedoch nicht gezielt aufgegriffen, sondern kam ursprünglich eher beiläufig auf. Zwar erinnerte das Album musikalisch noch sehr an die ersten beiden musikalischen Ausgaben, doch verschaffte der Titelsong (nach dem auch die Bühnenshow ausgelegt wurde) der Band ein neues Image als „Metal-Piraten“. Die Entwicklung zu den folgenden Alben führte dazu, besonders durch Rolf Kasparek dazu gebracht, die anfänglich sehr oberflächlich behandelten historischen Themen in den Texten intensiver zu recherchieren. Das Album erhielt überwiegend negative Kritiken, was dem kommerziellen Erfolg jedoch nicht schadete.
In der darauf folgenden Zeit von 1988 bis 1992 (die Alben Port Royal, Death or Glory (hieraus wurde der Song "Riding The Storm" für das Videospiel Brütal Legend lizenziert), Blazon Stone und Pile of Skulls) vermittelte Running Wild in den Songtexten überwiegend historischen Inhalt. Neben dem Image der Band folgenden Texten über Piraten wie „Calico Jack“ Rackham, Klaus Störtebeker oder auch den eher unbekannten Henry Jennings verarbeitete die Band unter anderem auch die Rosenkriege, die Schlacht bei Waterloo oder die Kolonialisierung der Neuen Welt durch die Conquistadoren.

### Stetige Entwicklung zum Soloprojekt

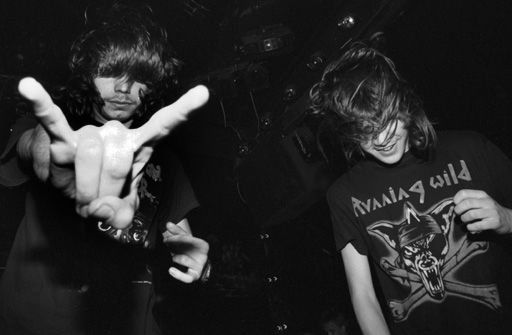
Running Wild Fan mit Fan-Shirt in der Diskothek Fantasy, 1994

Etwa ab Anfang der 1990er begann Rolf Kasparek, sich zunehmend für Verschwörungstheorien zu interessieren, was ab 1994 und dem Album Black Hand Inn auch in den Texten der Band erkennbar wurde. Die rein kritisch-historischen Abhandlungen wichen zunehmend der Vorstellung einer von einer kleinen Gruppe gelenkten Geschichte. Auch andere eher esoterische Themen traten mehr und mehr in den Vordergrund, so entstand für Black Hand Inn der längste Running-Wild-Song Genesis (The Making and Fall of Man), der 15 Minuten lang den Inhalt von Zecharia Sitchins Bestseller Der 12. Planet wiedergibt.
Auch die Wechsel im Line-up wurden wieder häufiger und sollten in sehr kleinen, aber doch merklichen Schritten die Entwicklung Running Wilds zu einem Soloprojekt Rolf Kaspareks einleiten. Die einzige Konstante (mit Ausnahme des 2000 erschienenen Albums Victory) blieben die thematisch auf die Piratenzeit bezogenen Lieder.
Im Jahre 1993 gründete sich aus ehemaligen Running-Wild-Mitgliedern die Band X-Wild.

### „Gut und Böse“-Trilogie: Masquerade, The Rivalry und Victory
1995 veröffentlichte Running Wild mit Masquerade das erste Album einer zusammenhängenden Trilogie, die sich dann in The Rivalry (1998) und Victory (2000) fortsetzte. Inhaltlich thematisierten diese drei Alben den Kampf von Gut gegen Böse, wobei Masquerade für die „De-Maskierung des Bösen“, The Rivalry für die direkte Auseinandersetzung zwischen Gut und Böse und Victory schließlich für den Triumph des Guten über das Böse steht. Rolf Kasparek betonte aber mehrfach, dass es sich lediglich um eine „lockere Trilogie“ handle und sowohl die Alben als auch die einzelnen Lieder so konzipiert wurden, dass sie auch völlig für sich allein stehen können.
Diese Trilogie markierte auch das Ende der Zusammenarbeit mit dem deutschen Schlagzeuger Jörg Michael, der nach der Tour zur finnischen Band Stratovarius wechselte, bei der er seit 1995 mitgewirkt hatte.

### Neueste Alben

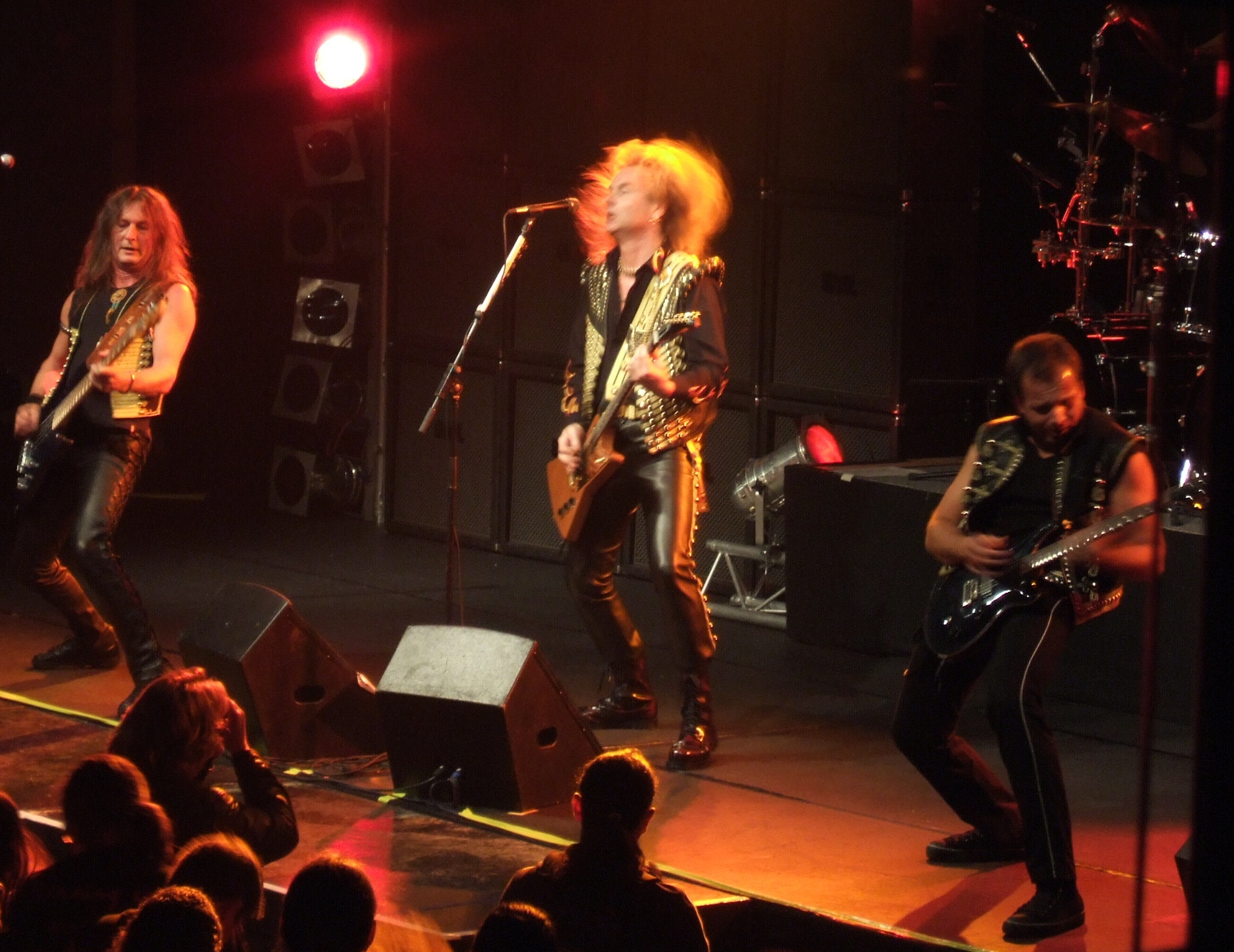
Running Wild live (2005)

2002 wurde The Brotherhood veröffentlicht und entwickelte sich trotz mäßiger Kritiken zu einem der erfolgreichsten Alben der Band. 2005 erschien der Nachfolger Rogues en Vogue und sorgte für geteilte Meinungen, obwohl dieses Album deutlich variantenreicher und vielfältiger war als der Vorgänger und daher auch bessere Kritiken bekam. Zum einen wurde die erneute sterile Produktion kritisiert, obwohl der angebliche Drumcomputer „Angelo Sasso“ durch Matthias Liebetruth ersetzt wurde. Zum anderen wurde auch dieses Album, wie The Brotherhood, von Kasparek im eigenen Jolly Roger Studio komponiert und eingespielt. Im Jahr 2007 starteten drei der vier Bandmitglieder das Glam-Rock-Projekt Toxic Taste, bei dem Schlagzeuger Liebetruth den Gesang übernahm. Ein Album mit dem Titel Toxification erschien 2008.
Am 30. Juli 2009 gab Running Wild auf dem Wacken Open Air ihr vorläufiges Abschiedskonzert. Bandchef und Frontmann Rolf Kasparek wollte sich eigenen Angaben nach mehr auf andere Dinge des Lebens konzentrieren. Am 21. Oktober 2011 veröffentlichte SPV auf ihrem YouTube-Kanal eine Videobotschaft von Kasparek, bei dem er ein neues Studioalbum mit dem Titel Shadowmaker ankündigte, das am 20. April 2012 erschien.
Im Oktober 2013 erschien mit Resilient ein weiteres Running-Wild-Album. Als Besetzung fungierten nur noch Rock'n'Rolf und Peter Jordan Auf dem Wacken Open Air 2015 gab die Band ihr erstes Konzert nach 6 Jahren. Am 26. August 2016 erschien ihr nächstes Album Rapid Foray, auf dem Ole Hempelmann und Michael Wolpers lediglich als Gastmusiker fungieren und nicht zur Bandbesetzung gezählt werden. 2018 trat die Band erneut auf dem Wacken Open Air auf. Erst mit der Single Crossing the Blades im Jahr 2019 wurden Hempelmann und Wolpers als offizielle Bandmitglieder aufgeführt. Am 29. Oktober 2021 erschien das 17. Studioalbum von Running Wild mit dem Titel Blood on Blood. Der Song Crossing the Blades, der schon 2019 auf der gleichnamigen EP erschien, wurde dafür neu eingespielt.
Die Band kündigte 2025 an, ihre letzte Show auf dem Wacken Open Air 2026 spielen zu wollen.

## Trivia
Das Cover des Albums Blood on Blood basiert auf einem Einzelstück, welches Rock'n'Rolf selbst hergestellt hatte, bevor dieses dann fotografiert und fototechnisch bearbeitet wurde. Es besteht aus dem Kopf des Maskottchens Adrian, welches Rock'n'Rolf als Gürtelschnalle besitzt, Brieföffnern, gebastelten Zusätzen und Rock'n'Rolfs alter Tischdecke als Hintergrund.

## Diskografie

### Studioalben
| Jahr | Titel Musiklabel                   | Höchstplatzierung, Gesamtwochen, AuszeichnungChartplatzierungen (Jahr, Titel, Musiklabel, Platzierungen, Wochen, Auszeichnungen, Anmerkungen) | Höchstplatzierung, Gesamtwochen, AuszeichnungChartplatzierungen (Jahr, Titel, Musiklabel, Platzierungen, Wochen, Auszeichnungen, Anmerkungen) | Höchstplatzierung, Gesamtwochen, AuszeichnungChartplatzierungen (Jahr, Titel, Musiklabel, Platzierungen, Wochen, Auszeichnungen, Anmerkungen) | Anmerkungen                              |
| Jahr | Titel Musiklabel                   | DE | AT | CH | Anmerkungen                              |
| ---- | ---------------------------------- | --- | --- | --- | ---------------------------------------- |
| 1984 | Gates to Purgatory Noise Records   | — | — | — | Erstveröffentlichung: 26. Dezember 1984  |
| 1985 | Branded and Exiled Noise Records   | — | — | — | Erstveröffentlichung: September 1985     |
| 1987 | Under Jolly Roger Noise Records    | — | — | — | Erstveröffentlichung: April 1987         |
| 1988 | Port Royal Noise Records           | — | — | — | Erstveröffentlichung: 26. September 1988 |
| 1989 | Death or Glory Noise Records       | DE45 (18 Wo.)DE | — | — | Erstveröffentlichung: 8. November 1989   |
| 1991 | Blazon Stone Noise Records         | DE22 (14 Wo.)DE | — | CH16 (8 Wo.)CH | Erstveröffentlichung: 4. April 1991      |
| 1992 | Pile of Skulls Electrola           | DE54 (10 Wo.)DE | — | — | Erstveröffentlichung: 21. Oktober 1992   |
| 1994 | Black Hand Inn Electrola           | DE54 (10 Wo.)DE | — | CH50 (1 Wo.)CH | Erstveröffentlichung: 24. März 1994      |
| 1995 | Masquerade Noise Records           | DE54 (7 Wo.)DE | — | — | Erstveröffentlichung: 30. Oktober 1995   |
| 1998 | The Rivalry Gun Records            | DE19 (5 Wo.)DE | — | — | Erstveröffentlichung: 9. Februar 1998    |
| 2000 | Victory Gun Records                | DE26 (4 Wo.)DE | — | — | Erstveröffentlichung: 10. Januar 2000    |
| 2002 | The Brotherhood Gun Records        | DE23 (3 Wo.)DE | — | — | Erstveröffentlichung: 25. Februar 2002   |
| 2005 | Rogues en Vogue Gun Records        | DE39 (2 Wo.)DE | — | — | Erstveröffentlichung: 21. Februar 2005   |
| 2012 | Shadowmaker Steamhammer Records    | DE12 (1 Wo.)DE | AT61 (1 Wo.)AT | — | Erstveröffentlichung: 20. April 2012     |
| 2013 | Resilient Steamhammer Records      | DE25 (1 Wo.)DE | — | — | Erstveröffentlichung: 4. Oktober 2013    |
| 2016 | Rapid Foray Steamhammer Records    | DE2 (3 Wo.)DE | AT35 (1 Wo.)AT | CH30 (1 Wo.)CH | Erstveröffentlichung: 26. August 2016    |
| 2021 | Blood on Blood Steamhammer Records | DE8 (2 Wo.)DE | AT27 (1 Wo.)AT | CH18 (1 Wo.)CH | Erstveröffentlichung: 29. Oktober 2021   |

### Livealben
| Jahr | Titel Musiklabel                          | Höchstplatzierung, Gesamtwochen, AuszeichnungChartplatzierungen (Jahr, Titel, Musiklabel, Platzierungen, Wochen, Auszeichnungen, Anmerkungen) | Höchstplatzierung, Gesamtwochen, AuszeichnungChartplatzierungen (Jahr, Titel, Musiklabel, Platzierungen, Wochen, Auszeichnungen, Anmerkungen) | Höchstplatzierung, Gesamtwochen, AuszeichnungChartplatzierungen (Jahr, Titel, Musiklabel, Platzierungen, Wochen, Auszeichnungen, Anmerkungen) | Anmerkungen                                                                       |
| Jahr | Titel Musiklabel                          | DE | AT | CH | Anmerkungen                                                                       |
| ---- | ----------------------------------------- | --- | --- | --- | --------------------------------------------------------------------------------- |
| 2002 | Live Gun Records                          | DE100 (1 Wo.)DE | — | — | Erstveröffentlichung: 18. November 2002                                           |
| 2011 | The Final Jolly Roger Golden Core Records | DE52 (1 Wo.)DE | — | — | Erstveröffentlichung: 24. Juni 2011                                               |
| 2022 | Ready for Boarding Noise Records          | DE54 (1 Wo.)DE | — | — | Wiederveröffentlichung Expanded/Remastered Erstveröffentlichung: 22. Februar 1988 |

### Kompilationen
- 1991: The First Years of Piracy [Neuaufnahmen von Liedern der ersten drei Alben]
- 1998: The Story of Jolly Roger [nur in Japan]
- 2002: The Legendary Tales [Box mit den Alben The Rivalry, Victory und The Brotherhood]
- 2003: 20 Years in History
- 2006: Best of Adrian [Best-of aus den von GUN Records veröffentlichten Alben]
- 2016: Riding the Storm – Very Best of the Noise Years 1983–1995

### Splits
- 1981: Debut No.1
- 1983: Rock from Hell
- 1984: Death Metal (Split-LP mit Hellhammer, Helloween und Dark Avenger)
- 2016: Inside My Crosshairs/Warmongers (Split-7" mit Sodom)

### Tributealben
- 2005: The Revivalry – A Tribute to Running Wild
- 2005: Rough Diamonds – A Tribute to Running Wild (als kostenloser Download auf der offiziellen Website erhältlich)
- 2010: ReUnation – A Tribute to Running Wild

### Singles
| Jahr | Titel Album                  | Höchstplatzierung, Gesamtwochen, AuszeichnungChartplatzierungen (Jahr, Titel, Album, Platzierungen, Wochen, Auszeichnungen, Anmerkungen) | Höchstplatzierung, Gesamtwochen, AuszeichnungChartplatzierungen (Jahr, Titel, Album, Platzierungen, Wochen, Auszeichnungen, Anmerkungen) | Höchstplatzierung, Gesamtwochen, AuszeichnungChartplatzierungen (Jahr, Titel, Album, Platzierungen, Wochen, Auszeichnungen, Anmerkungen) | Anmerkungen                             |
| Jahr | Titel Album                  | DE | AT | CH | Anmerkungen                             |
| ---- | ---------------------------- | --- | --- | --- | --------------------------------------- |
| 1991 | Little Big Horn Blazon Stone | DE30 (9 Wo.)DE | — | — | Erstveröffentlichung: 28. Februar 1991  |
| 1992 | Lead or Gold Pile of Skulls  | DE97 (3 Wo.)DE | — | — | Erstveröffentlichung: 7. September 1992 |

Weitere Singles
- 1984: Victim of States Power
- 1989: Bad to the Bone
- 1990: Wild Animal
- 1994: The Privateer
- 2000: Revolution
- 2019: Crossing the Blades

### Videoalben
- 1990: Death or Glory Tour (VHS)
- 2002: Live (DVD)
- 2011: The Final Jolly Roger – Live at Wacken Open Air 2009 (DVD)